# Trybliophorus sulcatus
Trybliophorus sulcatus är en insektsart som beskrevs av Marius Descamps 1981. Trybliophorus sulcatus ingår i släktet Trybliophorus och familjen Romaleidae. Inga underarter finns listade i Catalogue of Life.